# Eragrostis olivacea
Eragrostis olivacea är en gräsart som beskrevs av Karl Moritz Schumann. Eragrostis olivacea ingår i släktet kärleksgrässläktet, och familjen gräs. Inga underarter finns listade i Catalogue of Life.